# 帥用昌
帥用昌（1375年—？），字汝陽，江西南昌府奉新縣人，民籍，明朝政治人物。同進士出身。

## 生平
縣學生，江西鄉試第二十一名。建文二年（1400年）庚辰科會試第六十一名，殿試登進士三甲。

## 家族
曾祖帥以敬、祖父帥定高，父亲帥時中。